# Bertrimoutier
Bertrimoutier település Franciaországban, Vosges megyében. Lakosainak száma 312 fő (2022. január 1.). Bertrimoutier Ban-de-Laveline, Neuvillers-sur-Fave, Raves, Wisembach és Combrimont községekkel határos.

## Népesség
A település népességének változása:
| Lakosok száma | 316  | 307  | 319  | 310  | 305  | 306  | 306  | 309  | 312  |
|               | 2013 | 2015 | 2016 | 2017 | 2018 | 2019 | 2020 | 2021 | 2022 |